# Camp de Péran
Le camp de Péran est un site archéologique situé sur la commune de Plédran dans le département des Côtes-d'Armor. Il correspond à plusieurs périodes d'occupation depuis l'époque gauloise jusqu'au Moyen Âge. L'un des intérêts majeurs du site réside dans son utilisation en tant que forteresse à l'époque viking.

## Historique
Le site était connu dans la région sous le nom de Pierres Brûlées. Il est mentionné dès le premier quart du XIXe siècle. Entre 1820 et 1825, le site est étudié par A. Maudet de Penhouët, F. Rioust de l'Argentaye et Le Court de La Villethassetz mais le résultat de leurs fouilles n'ont jamais été publiés. En 1841, Bachelot de La Pylaie visite le site et souligne l'intérêt d'y effectuer des fouilles. En 1846 et en 1866, à la demande du préfet du département, J. Geslin de Bourgogne y effectue des sondages. Le site est alors considéré comme un oppidum gaulois, transformé par la suite en un fort romain. Cette opinion reposait en partie sur l'existence, à environ 300 m à l'ouest du site, d'une importante voie romaine (encore connue aujourd'hui sous le nom de Chemin de Noé) reliant Corseul par Yffiniac, à Carhaix. Le caractère intentionnel (mode de construction) ou accidentel (incendie) des vitrifications constatées sur les vestiges des remparts et l'identité des bâtisseurs du site (Gaulois ou Romains) divisent alors les spécialistes. En 1861, Eugène Viollet-le-Duc émet l'hypothèse dans son Dictionnaire raisonné de l'architecture française que les fortifications sont postérieures à l'époque romaine. 
Le camp fait l’objet d’un classement au titre des monuments historiques depuis 1875. Il appartient conjointement à l'État (remparts et fossés) et à la commune de Plédran (intérieur du camp). Le camp est cartographié sur le plan cadastral de 1933. Une étude britannique conduite en 1938-1939 sur les fortifications gauloises du quart nord-ouest de la France conduit à inscrire le camp de Péran comme fortification du second âge du fer. Entre 1983 et 1990, des fouilles y sont menées par une association de bénévoles, les Amis du Camp de Péran. Une seconde campagne de fouille intervient à partir de 1991 sous la direction de Jean Pierre Nicolardot. Elle montre que le camp de Péran  a été occupé sur une longue période, depuis l'époque gauloise jusqu'aux incursions vikings.

## Description

### Fortifications
Le camp est situé près du hameau de Péran, à environ 160 m d'altitude sur un rebord de plateau qui domine les vallées du Gouët et de l'Urne, à moins de dix kilomètres de ma mer. Le site couvre une superficie de 1 hectare et correspond à un espace elliptique mesurant 160 m du nord-sud et 140 m d'est en ouest. Coté oriental, le site a été partiellement endommagé par la construction de la route. Le camp correspond, de l'extérieur vers l'intérieur, à cinq structures défensives concentriques : un grand fossé d'environ 4 m de largeur et 1,50 m de profondeur, une levée de terre d'une largeur à la base de 3 à 4 m très érodée dans sa partie supérieure, un petit fossé très étroit, un glacis d'argile formant un talus à 45° et enfin un rempart maçonné constitué de pierres avec une armature de bois qui fut vitrifié par un violent incendie.
Le rempart, de forme elliptique, a été édifié sur une couche d'argile compactée. Les fondations sont constituées de moellons côté intérieur et de gros bloc épannelés avec soin côté extérieur. Au-dessus d'une assise de trois ou quatre rangées, le mur devait supporter une palissade constituée de très gros troncs d'arbre ancrés dans la masse de la muraille.  La structure a subi un violent incendie : l'intensité de la combustion des pièces de bois constituant l'armature du mur a entraîné une vitrification partielle des pierres, ce qui valut au site d'être qualifié de « château de verre » et un effondrement de l'enceinte. Les fouilles n'ont pas permis de localiser l'entrée du camp mais il pourrait avoir comporté plusieurs accès distincts. L'ensemble correspond à une construction soigneusement élaborée, qui n'a pas été exécutée à la hâte, mais dont la période de construction demeure indéterminée.

### Intérieur du camp
L'intérieur du camp comprenait plusieurs bâtiments d'habitation et d'autres bâtiments à usage domestique, artisanal ou agricole. Tous ces bâtiments ont été détruits par l'incendie mais les constructions ont pu être identifiées par les vestiges conservés dans la couche d'incendie. Le camp comportait des greniers (constitués de plate-formes surélevées sur des pieux), des silos et des écuries comme l'atteste la découverte de diverses céréales (froment, avoine, seigle) et de litières. Le camp devait aussi inclure une aire de battage et le chaume devait être utilisé comme matériau de couverture et comme litière dans les écuries. Un puits maçonné d'une profondeur de 9 m fournissait de l'eau potable. 

## Matériel archéologique

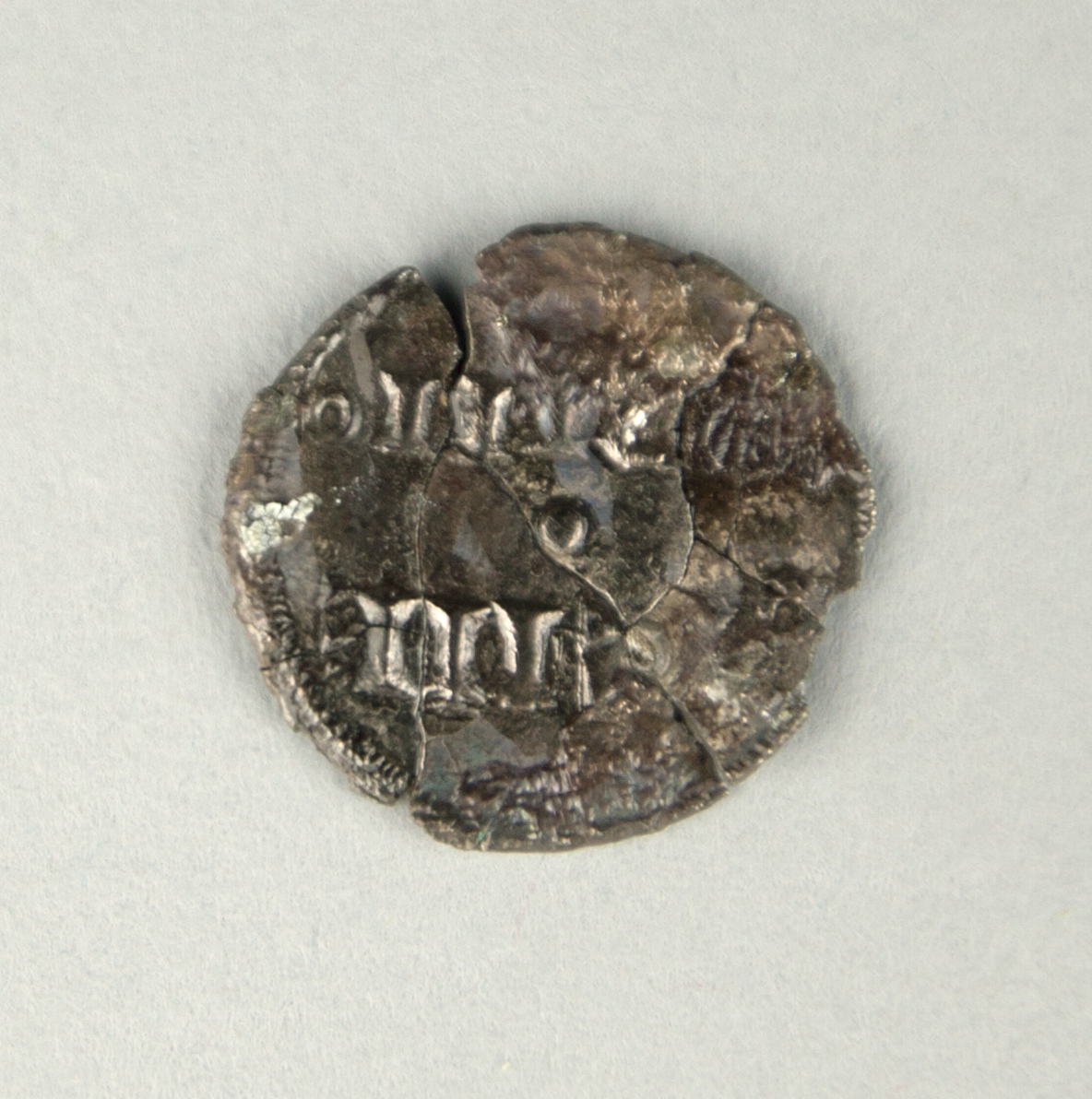
Denier d'York, camp de Péran.

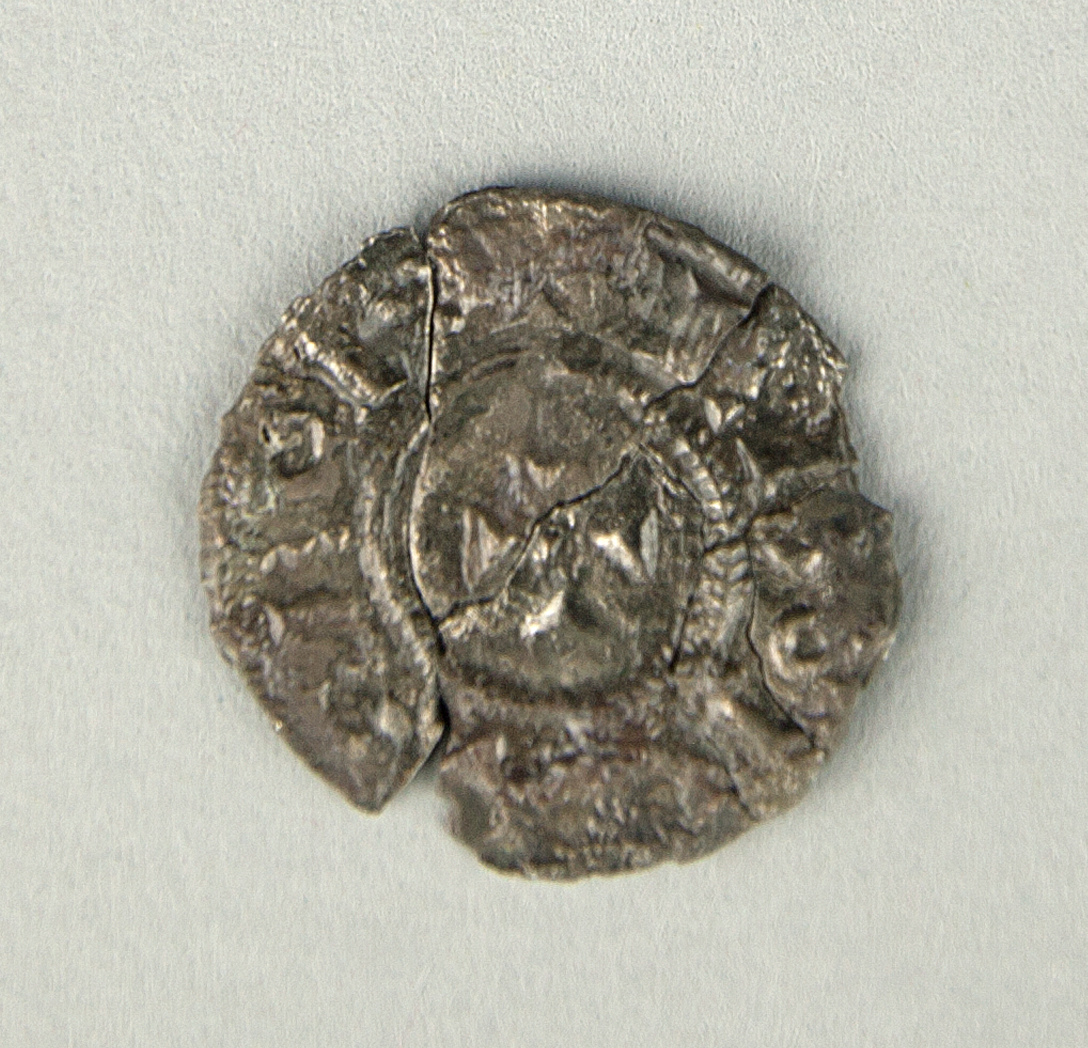
Denier d'York, camp de Péran.

Les résultats des fouilles archéologiques indiquent que le site fut occupé durant quatre grandes périodes : à la période gauloise, au Xe siècle, au XIIIe siècle et au XIXe siècle. 
Les vestiges de l'époque gauloise se limitent à des fosses et fossés où furent retrouvés des céramiques datées de La Tène moyenne et finale. 
Le matériel archéologique daté du Xe siècle fut découvert dans la couche d'incendie et dans le puits. Il comprend des objets en pierre (pierres à aiguiser en schiste), en bois, des fragments de textiles et de cuirs, des objets métalliques (peignes à carder, fourche, houe,, haches, poêlons, chaudrons). L'un des chaudrons en tôle de fer est caractéristique de la période viking (tôles et attaches rivetées) et très semblable à celui retrouvé dans la tombe à incinération d'un chef viking sur l'île de Groix. Des chaudrons de ce type constituaient des objets de prestige, fréquemment retrouvés dans les tombes de chefs vikings en Scandinavie. Des armes et équipements militaires (épées, pointes de lances, élément de baudrier, umbo de bouclier) et des objets liés à la cavalerie (étrier, fer à cheval de petite taille) ont aussi été découverts. Hormis le chaudron, les objets retrouvé ne sont pas spécifiquement liés à la culture viking. Un denier d'argent, frappé entre 905 et 925 à York par les Vikings qui occupaient alors la ville, a été retrouvé dans le joint d'argile d'un mur en pierres,. La découverte de monnaie viking sur le territoire français est assez rare.
Huit datations au 14C effectuées sur des charbons de bois retrouvés entre les blocs de pierre de la base du rempart indiquent que la destruction de celui-ci est intervenue durant la première moitié du Xe siècle. Le camp de Péran devait alors être un site fortifié, habité par une population rurale de soldats-cavaliers, présentant des affinités avec les Vikings. Cette implantation peut être mise en relation avec la bataille qui selon la tradition aurait opposée vers 936-940 Alain II, dit Barbetorte, à des Vikings retranchés dans un camp près de l'embouchure du Gouët.

Le site fut encore fréquenté au XIIIe siècle : un bâtiment pavé de carreaux en terre cuite fut édifié dans la partie ouest du camp sur les ruines d'une construction détruite par l'incendie du Xe siècle  ; des monnaies datées d'Alphonse de Poitiers et du duc Jean Ier de Bretagne y furent découvertes.

Fer à cheval, inv. D2019.1.4, collection SRA de Bretagne en dépôt au Musée d'Art et d'Histoire de Saint-Brieuc
Houe, inv. D2019.1.6, collection SRA de Bretagne en dépôt au Musée d'Art et d'Histoire de Saint-Brieuc
Fer de hache, inv. D2019.1.3, collection SRA de Bretagne en dépôt au Musée d'Art et d'Histoire de Saint-Brieuc
Peigne à carder, inv. D2019.1.13, collection SRA de Bretagne en dépôt au Musée d'Art et d'Histoire de Saint-Brieuc
Épée, inv. D2019.1.11, collection SRA de Bretagne en dépôt au Musée d'Art et d'Histoire de Saint-Brieuc
Chaudron, inv. D2019.1.9, collection SRA de Bretagne en dépôt au Musée d'Art et d'Histoire de Saint-Brieuc
Étrier, inv. D2019.1.2, collection SRA de Bretagne en dépôt au Musée d'Art et d'Histoire de Saint-Brieuc

## Folklore
Selon une légende, les Moines Rouges y auraient enterré une merveilleuse châsse d'or contenant le corps de sainte Suzanne ainsi qu'une partie de leur trésor. Selon une autre légende, le feu de l'incendie aurait perduré durant sept années entières. D'autres traditions rapportent qu'un souterrain permettait de quitter secrètement le camp.

## Postérité
Le matériel archéologique découvert sur le site du camp de Péran est conservé au musée d'art et d'histoire de Saint-Brieuc et dans les collections de la DRAC.
Le camp de Péran est représenté dans la bande dessinée Vikings, Rois des Mers.